# بطولة آسيا للناشئين تحت 16 عاما 2014
كانت بطولة آسيا للناشئين تحت 16 عاما 2014 النسخة السادسة عشر من المسابقة الإثناسنوية لكرة القدم الدولية للشباب التي ينظمها الاتحاد الآسيوي لكرة القدم (AFC) للاعبين البالغة أعمارهم 16 أو أقل. تم الموافقة على استضافة تايلاند للمنافسات في 25 أبريل 2013. عقدت البطولة في الفترة من 6 إلى 20 سبتمبر 2014، مع تأهل أفضل أربعة فرق إلى كأس العالم تحت 17 سنة لكرة القدم 2015 في تشيلي.
توجت كوريا الشمالية بلقب البطولة، والتحق بها كل من كوريا الجنوبية، أستراليا، وسوريا كمتأهلين عن للاتحاد الآسيوي لكأس العالم تحت 17 سنة 2015.

## الملاعب
| المدن     | الملاعب          | السعة  |
| --------- | ---------------- | ------ |
| بانكوك    | ملعب راجامانغالا | 49,722 |
| نونثابوري | ملعب إس سي جي    | 15,000 |

## التصفيات
أجريت قرعة التصفيات يوم 26 أبريل 2013 في كوالالمبور، ماليزيا.

### الفرق المتأهلة
- أستراليا
- الصين
- هونغ كونغ
- إيران
- اليابان
- الكويت
- ماليزيا
- نيبال
- كوريا الشمالية
- عمان
- قطر
- السعودية
- كوريا الجنوبية
- سوريا
- تايلاند (المضيف)
- أوزبكستان

## القرعة
أجريت قرعة المنافسة يوم 6 أبريل 2014 في بانكوك، تايلاند.
| الوعاء 1 (المضيف والأوائل)            | الوعاء 2                                   | الوعاء 3                                 | الوعاء 4                          |
| ------------------------------------- | ------------------------------------------ | ---------------------------------------- | --------------------------------- |
| تايلاند · أوزبكستان · اليابان · إيران | كوريا الجنوبية · سوريا · الكويت · أستراليا | الصين · عمان · كوريا الشمالية · السعودية | قطر · نيبال · ماليزيا · هونغ كونغ |

## التشكيلات
فقط اللاعبين الذين ولدوا في أو بعد 1 يناير 1998 كانوا مؤهلين للمشاركة في بطولة آسيا للناشئين تحت 16 عاما 2014.

## مرحلة المجموعات
صعد أفضل فريقين من كل مجموعة إلى ربع النهائي.
إذا تساوى فريقين أو أكثر في النقاط بعد انتهاء مباريات المجموعة، تطبق المعايير التالية لتحديد الترتيب.
1. أكبر عدد من النقاط المحصل عليها في مباريات المجموعة بين الفرق المعنية؛
2. فارق الأهداف الناتج عن مباريات المجموعة بين الفرق المعنية؛
3. أكبر عدد من الأهداف المسجلة في مباريات المجموعة بين الفرق المعنية؛
4. فارق الأهداف في جميع مباريات المجموعة؛
5. أكبر عدد من الأهداف المسجلة في جميع مباريات المجموعة؛
6. ركلات من نقطة الجزاء في حال كان فريقين فقط متساوين وكلاهما على أرض الملعب؛
7. أقل نتيجة محتسبة وفقاً لعدد البطاقات الصفراء والحمراء التي تحصل عليها الفريق في مباريات المجموعة؛
8. إجراء قرعة.

جميع الأوقات حسب التوقيت المحلي (ت ع م+7).

### المجموعة أ
| فريق           | لعب | ف | ت | خ | له | عليه | ف.أ | نقاط |
| -------------- | --- | - | - | - | -- | ---- | --- | ---- |
| كوريا الجنوبية | 3   | 3 | 0 | 0 | 6  | 1    | +5  | 9    |
| ماليزيا        | 3   | 2 | 0 | 1 | 3  | 2    | +1  | 6    |
| تايلاند        | 3   | 1 | 0 | 2 | 1  | 3    | −2  | 3    |
| عمان           | 3   | 0 | 0 | 3 | 2  | 6    | −4  | 0    |

| كوريا الجنوبية                                     | 3–1   | عمان        |
| -------------------------------------------------- | ----- | ----------- |
| كيم جونغ-مين 22' · يو سيونغ-مين 86' · يو جو-آن 90' | تقرير | اليحمدي 31' |

| تايلاند | 0–1   | ماليزيا     |
| ------- | ----- | ----------- |
|         | تقرير | سيازوان 34' |

| ماليزيا | 0–1   | كوريا الجنوبية  |
| ------- | ----- | --------------- |
|         | تقرير | لي سيونغ-وو 15' |

| عمان | 0–1   | تايلاند    |
| ---- | ----- | ---------- |
|      | تقرير | سامارت 60' |

| تايلاند | 0–2   | كوريا الجنوبية                           |
| ------- | ----- | ---------------------------------------- |
|         | تقرير | لي سيونغ-وو 45+1' · هوانغ تاي-هيوئين 62' |

| عمان          | 1–2   | ماليزيا            |
| ------------- | ----- | ------------------ |
| العبيداني 68' | تقرير | نجم الدين 64'، 77' |

### المجموعة ب
| فريق      | لعب | ف | ت | خ | له | عليه | ف.أ | نقاط |
| --------- | --- | - | - | - | -- | ---- | --- | ---- |
| أستراليا  | 3   | 3 | 0 | 0 | 9  | 2    | +7  | 9    |
| اليابان   | 3   | 2 | 0 | 1 | 7  | 4    | +3  | 6    |
| الصين     | 3   | 1 | 0 | 2 | 2  | 6    | −4  | 3    |
| هونغ كونغ | 3   | 0 | 0 | 3 | 0  | 6    | −6  | 0    |

| اليابان             | 2–0   | هونغ كونغ |
| ------------------- | ----- | --------- |
| دوان 53' · سوغا 73' | تقرير |           |

| أستراليا                             | 3–0   | الصين |
| ------------------------------------ | ----- | ----- |
| بانديرا 16' · جويس 60' · بتراتوس 72' | تقرير |       |

| هونغ كونغ | 0–2   | أستراليا                |
| --------- | ----- | ----------------------- |
|           | تقرير | ديفيرو 27' · راينرز 86' |

| الصين | 0–3   | اليابان                                       |
| ----- | ----- | --------------------------------------------- |
|       | تقرير | سوغا 48' (ركل.) · أونوزاوا 54' · ناغاساوا 57' |

| اليابان                | 2–4   | أستراليا                       |
| ---------------------- | ----- | ------------------------------ |
| ساساكي 27' · ياسوي 69' | تقرير | بريمر 15'، 59' · جويس 25'، 81' |

| الصين                              | 2–0   | هونغ كونغ |
| ---------------------------------- | ----- | --------- |
| هي شين 25' (ركل.) · دوان ليويو 66' | تقرير |           |

### المجموعة ج
| فريق           | لعب | ف | ت | خ | له | عليه | ف.أ | نقاط |
| -------------- | --- | - | - | - | -- | ---- | --- | ---- |
| أوزبكستان      | 3   | 2 | 1 | 0 | 8  | 5    | +3  | 7    |
| كوريا الشمالية | 3   | 2 | 0 | 1 | 9  | 4    | +5  | 6    |
| نيبال          | 3   | 1 | 1 | 1 | 4  | 6    | −2  | 4    |
| الكويت         | 3   | 0 | 0 | 3 | 3  | 9    | −6  | 0    |

| أوزبكستان           | 1–1   | نيبال       |
| ------------------- | ----- | ----------- |
| كوتشيموف 54' (ركل.) | تقرير | سونار 90+4' |

| الكويت | 0–3   | كوريا الشمالية                                                     |
| ------ | ----- | ------------------------------------------------------------------ |
|        | تقرير | هان كوانغ-سونغ 5' (ركل.) · جونغ تشانغ-بوم 73' · تشوي سونغ-هيوك 83' |

| نيبال                                 | 2–1   | الكويت             |
| ------------------------------------- | ----- | ------------------ |
| الخالدي 3' (هـ.ذ.) · ماغار 81' (ركل.) | تقرير | البريكي 75' (ركل.) |

| كوريا الشمالية                          | 2–3   | أوزبكستان                             |
| --------------------------------------- | ----- | ------------------------------------- |
| هان كوانغ-سونغ 17' · جونغ تشانغ-بوم 60' | تقرير | نور الله يف 40'، 59' · خنيجونوف 45+2' |

| أوزبكستان                                                 | 4–2   | الكويت                  |
| --------------------------------------------------------- | ----- | ----------------------- |
| أبراموف 9' · كوتشيموف 43' · نوراللهئيف 68' · خالقوف 90+4' | تقرير | الهدية 45' · محمد 45+2' |

| كوريا الشمالية                                                   | 4–1   | نيبال      |
| ---------------------------------------------------------------- | ----- | ---------- |
| جو هيون-هيوك 4' · تشوي سونغ-هيوك 23'، 45+1' · هان كوانغ-سونغ 27' | تقرير | تامانغ 26' |

### المجموعة د
| فريق     | لعب | ف | ت | خ | له | عليه | ف.أ | نقاط |
| -------- | --- | - | - | - | -- | ---- | --- | ---- |
| إيران    | 3   | 2 | 0 | 1 | 6  | 5    | +1  | 6    |
| سوريا    | 3   | 1 | 2 | 0 | 3  | 2    | +1  | 5    |
| قطر      | 3   | 0 | 2 | 1 | 4  | 5    | −1  | 2    |
| السعودية | 3   | 0 | 2 | 1 | 2  | 3    | −1  | 2    |

| إيران                      | 3–2   | قطر           |
| -------------------------- | ----- | ------------- |
| كريمي 22' · شكاري 48'، 61' | تقرير | بلانج 4'، 59' |

| سوريا | 0–0   | السعودية |
| ----- | ----- | -------- |
|       | تقرير |          |

| قطر      | 1–1   | سوريا      |
| -------- | ----- | ---------- |
| مزيد 60' | تقرير | العاجي 21' |

| السعودية     | 1–2   | إيران                |
| ------------ | ----- | -------------------- |
| عبد الله 41' | تقرير | شمسي 64' · كريمي 65' |

| إيران           | 1–2   | سوريا               |
| --------------- | ----- | ------------------- |
| سلطانيمهر 45+2' | تقرير | جدوع 26' · نعيم 40' |

| السعودية | 1–1   | قطر         |
| -------- | ----- | ----------- |
| دبيش 86' | تقرير | بلانج 90+4' |

## مرحلة خروج المغلوب
في مرحلة خروج المغلوب، تم اللجوء إلى ركلات الجزاء الترجيحية لتحديد الفائز إذا لزم الأمر (بدون خوض وقت إضافي).
|  | ربع النهائي         | ربع النهائي    |                     |       | نصف النهائي | نصف النهائي |  |  | النهائي | النهائي |
|  |                     |                |                     |       |             |             |  |  |         |         |
|  | 14 سبتمبر 2014      |                |                     |       |             |             |  |  |         |         |
|  |                     |                |                     |       |             |             |  |  |         |         |
|  | كوريا الجنوبية      | 2              |                     |       |             |             |  |  |         |         |
|  | كوريا الجنوبية      | 2              | 17 سبتمبر 2014      |       |             |             |  |  |         |         |
|  | اليابان             | 0              |                     |       |             |             |  |  |         |         |
|  | اليابان             | 0              | كوريا الجنوبية      | 7     |             |             |  |  |         |         |
|  | 14 سبتمبر 2014      |                | كوريا الجنوبية      | 7     |             |             |  |  |         |         |
|  |                     |                | سوريا               | 1     |             |             |  |  |         |         |
|  | أوزبكستان           | 2              | سوريا               | 1     |             |             |  |  |         |         |
|  | أوزبكستان           | 2              | 20 سبتمبر 2014      |       |             |             |  |  |         |         |
|  | سوريا               | 5              |                     |       |             |             |  |  |         |         |
|  | سوريا               | 5              | كوريا الجنوبية      | 1     |             |             |  |  |         |         |
|  | 14 سبتمبر 2014      |                | كوريا الجنوبية      | 1     |             |             |  |  |         |         |
|  |                     | كوريا الشمالية | 2                   |       |             |             |  |  |         |         |
|  | أستراليا            | كوريا الشمالية | 2                   | 2     |             |             |  |  |         |         |
|  | أستراليا            | 17 سبتمبر 2014 |                     | 2     |             |             |  |  |         |         |
|  | ماليزيا             | 1              |                     |       |             |             |  |  |         |         |
|  | ماليزيا             | 1              | أستراليا            | 1 (1) |             |             |  |  |         |         |
|  | 14 سبتمبر 2014      |                | أستراليا            | 1 (1) |             |             |  |  |         |         |
|  |                     |                | كوريا الشمالية (ج.) | 1 (4) |             |             |  |  |         |         |
|  | إيران               | 0 (2)          | كوريا الشمالية (ج.) | 1 (4) |             |             |  |  |         |         |
|  | إيران               | 0 (2)          |                     |       |             |             |  |  |         |         |
|  | كوريا الشمالية (ج.) | 0 (4)          |                     |       |             |             |  |  |         |         |
|  | كوريا الشمالية (ج.) | 0 (4)          |                     |       |             |             |  |  |         |         |
|  |                     |                |                     |       |             |             |  |  |         |         |

### ربع النهائي
| كوريا الجنوبية       | 2–0   | اليابان |
| -------------------- | ----- | ------- |
| لي سيونغ-وو 42'، 47' | تقرير |         |

| أستراليا              | 2–1   | ماليزيا |
| --------------------- | ----- | ------- |
| جويس 35' · ماسكين 76' | تقرير | راج 31' |

| أوزبكستان             | 2–5   | سوريا                                       |
| --------------------- | ----- | ------------------------------------------- |
| شاهرخ 62'، 87' (ر.ج.) | تقرير | بركات 16'، 30'، 48' · جدوع 52' · العاجي 55' |

| إيران | 0–0   | كوريا الشمالية |
| ----- | ----- | -------------- |
|       | تقرير |                |

### نصف النهائي
| كوريا الجنوبية | 7–1   | سوريا      |
| --- | ----- | ---------- |
| جانغ غيول-هي 6'، 49' · لي سيونغ-وو 47' (ركل.) · جانغ جاي-وون 52' · بارك سانغ-هيوك 57' · لي سانغ-هيون 60' · لي سانغ-مين 62' | تقرير | العاجي 61' |

| أستراليا   | 1–1   | كوريا الشمالية    |
| ---------- | ----- | ----------------- |
| أرزاني 85' | تقرير | باك يونغ-غوان 47' |

### النهائي
| كوريا الجنوبية    | 1–2   | كوريا الشمالية                          |
| ----------------- | ----- | --------------------------------------- |
| تشوي جاي-يونغ 34' | تقرير | هان كوانغ-سونغ 50' · تشوي سونغ-هيوك 67' |

## الفائز
| فائز بطولة آسيا تحت 16 سنة لكرة القدم 2014 |
| ------------------------------------------ |
| · كوريا الشمالية · للمرة الثانية           |

## المتأهلين إلى كأس العام تحت 17 سنة لكرة القدم 2015
تأهل الأربعة الذين بلغوا نصف النهائي إلى كأس العالم تحت 17 سنة لكرة القدم 2015.
- كوريا الشمالية (الفائز)
- كوريا الجنوبية (الوصيف)
- أستراليا (طرف في نصف النهائي)
- سوريا (طرف في نصف النهائي)

## الجوائز
| الجائزة   | الفائز      |
| --------- | ----------- |
| الهداف    | لي سيونغ-وو |
| أفضل لاعب | لي سيونغ-وو |

## مسجلي الأهداف
5 أهداف
- لي سيونغ-وو

4 أهداف
- كاميرون جويس
- هان كوانغ-سونغ
- أنس العاجي

3 أهداف
- تشوي سونغ-هيوك
- حسن بلانج
- عبد الرحمن بركات
- سهراب نوراللهئيف

2 أهداف
- جيك بريمر
- رضا كريمي
- رضا شكاري
- دايكي سوغا
- جونغ تشانغ-بوم
- محمد نجم الدين
- جانغ غيول-هي
- محمد جدوع
- جونيبيك كوتشيموف
- محمودخوجييف شاهرخ

هدف
- دانييل أرزاني
- جاكسون بانديرا
- تشارلي ديفيرو
- دانييل ماسكين
- كوستا بتراتوس
- جمال راينرز
- دوان ليويو
- هي شين
- محمد شمسي
- محمد سلطانيمهر
- ريوسوكي ناغاساوا
- ريتسو دوان
- تاكومي ساساكي
- تاكويا ياسوي
- توشيكي أونوزاوا
- سالم البريكي
- عبد العزيز الهدية
- خالد محمد
- كوغيليسواران راج
- محمد سيازوان
- بيمال ماغار
- كيران سونار
- أنانتا تامانغ
- جو هيون-هيوك
- باك يونغ-غوان
- محمد العبيداني
- دخيل اليحمدي
- خالد مزيد
- مشهور عبد الله
- خالد دبيش
- تشوي جاي-يونغ
- هوانغ تاي-هيوئين
- جانغ جاي-وون
- كيم جونغ-مين
- لي سانغ-هيون
- لي سانغ-مين
- بارك سانغ-هيوك
- يو جو-آن
- يو سيونغ-مين
- نعيم نعيم
- سامارت أوتايراتسامي
- سافيلي أبراموف
- عبد الغني غنيجونوف
- خدابردي خالقوف

هدف ذاتي
- شبيب الخالدي (لعب ضد نيبال)

### ترتيب فرق البطولة
حسب الاتفاقية الإحصائية في كرة القدم، فإن المباريات التي تحسم في الوقت الإضافي يتم احتسابها كانتصارات وهزائم، بينما المباريات التي تحسم عن طريق ركلات الجزاء الترجيحية تحسب كتعادلات.
| م  | الفريق         | لعب | ف | ت | خ | أ.له | أ.ع | أ.ف | نقاط | النتيجة النهائية        |
| -- | -------------- | --- | - | - | - | ---- | --- | --- | ---- | ----------------------- |
| 1  | كوريا الشمالية | 6   | 3 | 2 | 1 | 12   | 6   | +6  | 11   | البطل                   |
| 2  | كوريا الجنوبية | 6   | 5 | 0 | 1 | 16   | 4   | +12 | 15   | الوصيف                  |
| 3  | أستراليا       | 5   | 4 | 1 | 0 | 12   | 4   | +8  | 13   | المركز الثالث           |
| 4  | سوريا          | 5   | 2 | 2 | 1 | 9    | 11  | −2  | 8    | المركز الرابع           |
|    |                |     |   |   |   |      |     |     |      |                         |
| 5  | إيران          | 4   | 2 | 1 | 1 | 6    | 5   | +1  | 7    | أقصي في ربع النهائي     |
| 6  | أوزبكستان      | 4   | 2 | 1 | 1 | 10   | 10  | 0   | 7    | أقصي في ربع النهائي     |
| 7  | اليابان        | 4   | 2 | 0 | 2 | 7    | 6   | +1  | 6    | أقصي في ربع النهائي     |
| 8  | ماليزيا        | 4   | 2 | 0 | 2 | 4    | 4   | 0   | 6    | أقصي في ربع النهائي     |
|    |                |     |   |   |   |      |     |     |      |                         |
| 9  | نيبال          | 3   | 1 | 1 | 1 | 4    | 6   | −2  | 4    | أقصي في مرحلة المجموعات |
| 10 | تايلاند (H)    | 3   | 1 | 0 | 2 | 1    | 3   | −2  | 3    | أقصي في مرحلة المجموعات |
| 11 | الصين          | 3   | 1 | 0 | 2 | 2    | 6   | −4  | 3    | أقصي في مرحلة المجموعات |
| 12 | قطر            | 3   | 0 | 2 | 1 | 4    | 5   | −1  | 2    | أقصي في مرحلة المجموعات |
| 13 | السعودية       | 3   | 0 | 2 | 1 | 2    | 3   | −1  | 2    | أقصي في مرحلة المجموعات |
| 14 | عمان           | 3   | 0 | 0 | 3 | 2    | 6   | −4  | 0    | أقصي في مرحلة المجموعات |
| 15 | الكويت         | 3   | 0 | 0 | 3 | 3    | 9   | −6  | 0    | أقصي في مرحلة المجموعات |
| 16 | هونغ كونغ      | 3   | 0 | 0 | 3 | 0    | 6   | −6  | 0    | أقصي في مرحلة المجموعات |

## روابط خارجية
- الموقع الرسمي
، the-AFC.com